# Álex Jaime
Álex Jaime Fernández (Sarrià de Ter, 29 september 1998) is een Spaans wielrenner die als beroepsrenner uit kwam voor Equipo Kern Pharma.

## Carrière
In 2016 werd Jaime nationaal kampioen op de weg bij de junioren, voor Pol Hernández en Mario Carrasco. Op het wereldkampioenschap eindigde hij op plek 41 in diezelfde discipline.
Na meerdere podiumplaatsen in het Spaanse amateurcircuit werd Jaime in 2021 prof bij Equipo Kern Pharma. In zijn eerste seizoen bij de ploeg werd hij onder meer dertiende in de Trofej Poreč en zestiende in de Route Adélie de Vitré. Het seizoen 2022 begon voor Jaime met een vierde plaats in de door Giovanni Lonardi gewonnen Clàssica Comunitat Valenciana.

## Overwinningen
2016
 Spaans kampioen op de weg, Junioren

## Ploegen
- 2021 –  Equipo Kern Pharma
- 2022 –  Equipo Kern Pharma
- 2023 –  Equipo Kern Pharma
- 2024 –  Equipo Kern Pharma
- 2025 –  GIANT Store Assen-NWVG

Adrià · Agirre · Araiz · Arrieta · Berrade · Carboni (vanaf 9/9) · Carretero · J. Castrillo · Cobo · Galván · C. García Pierna · R. García Pierna · Jaime · D. Lopez · J. López · Marquez · Mendez · Miquel · Moreno · Novikov · Parra · Řepa · Ruiz · Sánchez · van der Tuuk · P. Castrillo (stagiair) · Fernandez (stagiair) · Retegi (stagiair)
Adrià · Agirre · Arrieta · Berrade · Carboni · Carretero · Castrillo · Cobo · Elosegui · Galván · C. García Pierna · R. García Pierna · Jaime · López · Marquez · Miquel · Parra · Řepa (tot 2/5) · Retegi · Ruiz · Sánchez · van der Tuuk · Aznar (stagiair) · Carrascosa (stagiair) · Dorenbos (stagiair)
Agirre · H. Aznar · U. Aznar · Berrade · Brustenga · Castrillo · Cobo · Elosegui · Fernández · Galván · García Pierna · Gutiérrez · Iribar · Jaime · López · Marquez · Miquel · Parra · Retegi · Ruiz · Sánchez · Soto · Uriarte · van der Tuuk · Azanza (stagiair) · Carrascosa (stagiair) · Etxeberria (stagiair)